# Elisabeth Förster-Nietzsche
Therese Elisabeth Alexandra Nietzsche (født 10. juli 1846, død 8. november 1935) er kendt som Elisabeth Förster-Nietzsche. Hun var søster til filosoffen Friedrich Nietzsche, som hun plejede, efter at han i 1889 var gledet verden af hænde. Hun boede 1886-90 i Paraguay, hvor hun med sin mand, Bernhard Förster (1843-89), grundlagde en tysk-arisk koloni, "Nueva Germania". Elisabeth Förster-Nietzsche grundlagde Nietzsche-arkivet i Weimar 1896 og udgav og redigerede broderens samlede værker og korrespondancer. Hun havde antisemitiske holdninger og må bære sin del af ansvaret for, at Nietzsches filosofi er sat i forbindelse med den nationalsocialistiske ideologi. Hun beholdt trofast Georg Brandes' portræt i Arkivet og omtalte det for ambassadør v. Hassel i København. Det blev fjernet straks efter hendes død – af raceårsager; jfr. Politiken 6. december 1935.